# Video Killed the Radio Star
«Video Killed the Radio Star» (с англ. — «Видео погубило звезду радио(эфира)») — англоязычная песня начала 1980-х в стиле «новая волна», записанная и выпущенная в 1979 году британской группой The Buggles.
В ней поётся о певце, песни которого исполнялись по радио и карьера которого с появлением телевидения оборвалась слишком рано. Вокал песни был стилизован под звучание, которое можно услышать из старых ламповых радиоприёмников. По признанию Тревора Хорна, текст песни был навеян коротким рассказом Джеймса Балларда «The Sound-Sweep» о глухонемом мальчике, никогда не слышавшем музыку, и оперном певце, чувствовавшем, что его время прошло.
Клип на эту песню в ознаменование новой эпохи — музыкального телевидения, пришедшего на смену радиоэфиру, был показан первым при дебютном выходе в эфир телеканала MTV 1 августа 1981 года в 00:01 ночи.
В 1983 году песня в исполнении группы Stars on 45 вышла в СССР на грампластинке «Солнце хорошего дня» (фирма «Мелодия», Г62-09743-4) под названием «Телевидение погубило радиозвезду».

## Кавер-версии
- Bappi Lahiri & Usha Ulthup — (песня «Cho Auva Auva Koi Yahan Nach» из саундтрека к фильму «Танцор диско», 1982)
- Дзюнъити Канэмару (альбом Inspired Colors, 1993)
- The Presidents of the United States of America (саундтрек The Wedding Singer, 1998)
- Lolita No.18 (альбом YALITAMIN, 1999)
- Ken Laszlo (альбом Dr. Ken & Mr. Laszlo, 2000)
- Erasure (альбом Other People's Songs, 2003)
- Floppy — Radiostar no Higeki (2005)
- Ben Folds Five (альбом Whatever and Ever Amen (Digitally Remastered), 2005)
- Superbus (альбом Sunset (Deluxe Edition), 2012)
- Pomplamoose (альбом Season 2, 2014)